# Jane Eyre (miniserie, 2006)
Jane Eyre är en brittisk dramaserie från 2006. Manuset skrevs av Sandy Welch, baserat på Charlotte Brontës roman Jane Eyre från 1847. I huvudrollerna ses Ruth Wilson, Toby Stephens och Lorraine Ashbourne.
I Sverige visades serien med två dubbelavsnitt i SVT vid årsskiftet 2007–2008.

## Rollista i urval
- Ruth Wilson – Jane Eyre
- Toby Stephens – Edward Fairfax Rochester
- Lorraine Ashbourne – mrs Fairfax
- Pam Ferris – Grace Poole
- Ned Irish – George
- Cosima Littlewood – Adele
- Aidan McArdle – John Eshton
- Tara Fitzgerald – mrs Reed
- Elsa Mollien – Sophie
- Rebekah Staton – Bessie
- Andrew Buchan – St. John Rivers
- Arthur Cox – överste Dent
- Tim Goodman – Sir George Lynn
- Daniel Pirrie – Richard Mason
- Francesca Annis – Lady Ingram
- Christina Cole – Blanche Ingram
- Claudia Coulter – Bertha
- Bethany Gill – Eliza Reed
- Georgie Henley – Jane Eyre som ung
- Sam Hoare – Lynn Brother
- Cara Horgan – Eliza Reed
- Alisa Arnah – Georgiana Reed
- Hester Odgers – Helen Burns